# Samuel Johnson (voetballer)
Samuel Johnson (Accra, 25 juli 1973) is een voetballer uit Ghana.
De grote verdediger begon op jonge leeftijd bij Hearts of Oak SC, een voetbalclub uit zijn geboorteland waar ook Yaw Preko ooit speelde. Johnson werd in 1995 aangetrokken door AO Kalamata. Daar verbleef de centrale verdediger één seizoen. Hij speelde er twintig wedstrijden en scoorde zes keer.
In 1996 kwam de verdediger in België uit. Daar speelde hij voor RSC Anderlecht. In zijn eerste seizoen kreeg hij van trainer Johan Boskamp meteen een basisplaats. Dat seizoen speelde ook Yaw Preko bij Anderlecht. Zijn tweede seizoen bij Anderlecht was al veel minder en de verdediger kreeg weinig speelkansen van trainer René Vandereycken en later Arie Haan. Daarom trok Johnson in 1998, net zoals Yaw Preko, naar Turkije.
Daar speelde hij eerst een seizoen voor Gaziantepspor, waar hij een belangrijke speler werd, en vervolgens vier seizoenen voor Fenerbahçe SK. Met die club werd hij in 2001 kampioen van Turkije. In 2003 trok Johnson terug naar Gaziantepspor. In 2004 trok de verdediger voor enkele seizoenen naar Kayserispor, waar hij in 2007 zijn carrière afsloot.
Johnson speelde 45 keer voor de nationale ploeg van Ghana.